# Peugeot Type 106
La Peugeot Type 106 est un modèle d'automobile produit par le constructeur français Peugeot en 1908.